# Italienische Badminton-Juniorenmeisterschaft
Italienische Badminton-Juniorenmeisterschaften werden seit 1981 ausgetragen.

## Titelträger U19 (U18)
| Saison | Herreneinzel          | Dameneinzel         | Herrendoppel                                 | Damendoppel                           | Mixed                                 |
| ------ | --------------------- | ------------------- | -------------------------------------------- | ------------------------------------- | ------------------------------------- |
| 1979   | Dietmar Waldner       | Christine Klotzner  | nicht ausgetragen                            | nicht ausgetragen                     | nicht ausgetragen                     |
| 1980   | Andreas Ortner        | Charlotte Punter    | nicht ausgetragen                            | nicht ausgetragen                     | nicht ausgetragen                     |
| 1981   | Andreas Ortner        | Charlotte Punter    | nicht ausgetragen                            | nicht ausgetragen                     | nicht ausgetragen                     |
| 1982   | Andreas Ortner        | Charlotte Punter    | nicht ausgetragen                            | nicht ausgetragen                     | nicht ausgetragen                     |
| 1983   | Stefan Kantioler      | Claudia Nista       | nicht ausgetragen                            | nicht ausgetragen                     | nicht ausgetragen                     |
| 1984   | Stefan Kantioler      | Claudia Nista       | Anton Klotzner Karl Freund                   | Claudia Nista Eva Stecher             | nicht ausgetragen                     |
| 1985   | Kurt Salutt           | Michaela Hohenegger | Anton Klotzner Karl Freund                   | Michaela Hohenegger Rosmarie Sprenger | nicht ausgetragen                     |
| 1986   | Kurt Salutt           | Michaela Hohenegger | Kurt Salutt Robert Sagmaster                 | Michaela Hohenegger Rosmarie Sprenger | nicht ausgetragen                     |
| 1987   | Kurt Salutt           | Alessandra Viola    | Kurt Salutt Robert Sagmaster                 | Michaela Hohenegger Petra Polin       | nicht ausgetragen                     |
| 1988   | Giorgio Bianchi       | Alessandra Viola    | Bernard Thomaser Stefano Raineri             | Michaela Hohenegger Petra Polin       | nicht ausgetragen                     |
| 1989   | Giorgio Bianchi       | Luisa Maria Mur     | Giorgio Bianchi Andrea Di Carlo              | Petra Schrott Tanja Egger             | nicht ausgetragen                     |
| 1990   | Andreas Pichler       | Luisa Maria Mur     | Andreas Pichler Alexander Rieder             | Luisa Maria Mur Barbara Faiazza       | nicht ausgetragen                     |
| 1991   | Christian Hinteregger | Tanja Egger         | Christian Hinteregger Alexander Heidenberger | Beate Dejaco Karin Dejaco             | Christian Hinteregger Tanja Egger     |
| 1992   | Christian Hinteregger | Beate Dejaco        | Christian Hinteregger Alexander Heidenberger | Beate Dejaco Karin Dejaco             | Christian Hinteregger Tanja Egger     |
| 1993   | Giorgio Carnevale     | Beate Dejaco        | Giorgio Carnevale Ario Avecone               | Beate Dejaco Sonja Wallnofer          | Giorgio Carnevale Silvie Carnevale    |
| 1994   | Klaus Raffeiner       | Beate Dejaco        | Klaus Raffeiner Alexander Theiner            | Silvie Carnevale Monica Memoli        | Andrea Chiappini Beate Dejaco         |
| 1995   | Klaus Raffeiner       | Monica Memoli       | Klaus Raffeiner Alexander Theiner            | Monica Memoli Iska Brandstatter       | Alexander Theiner Iska Brandstatter   |
| 1996   | Klaus Raffeiner       | M. Grazia Italiano  | Klaus Raffeiner Alexander Theiner            | Valentina Avvento M. Grazia Italiano  | Klaus Raffeiner Helga Paregger        |
| 1997   | Simone Vincenzi       | Verena Leiter       | Simone Vincenzi Enrico Galeani               | Agnese Allegrini Rossana Greco        | Simone Vincenzi Sonia dal Santo       |
| 1998   | Enrico Galeani        | Verena Leiter       | Enrico Galeani Cristiano Bevilacqua          | Verena Leiter Valentina Vermiglio     | Alex Ziller Verena Leiter             |
| 1999   | Cristiano Bevilacqua  | Agnese Allegrini    | Cristiano Bevilacqua Kurt Sagmeister         | Agnese Allegrini Sonia Dal Santo      | Cristiano Bevilacqua Agnese Allegrini |
| 2000   | Giovanni Traina       | Tanja Kollemann     | Giovanni Traina Francesco di Stefano         | Federica Panini Sonia Sutera          | Giovanni Traina Federica Panini       |
| 2001   | Cristiano Bevilacqua  | Tanja Kollemann     | Giovanni Traina Valerio Sbragaglia           | Maria Kiebacher Tanja Kolleman        | Giovanni Traina Tanja Kollemann       |
| 2002   | Marco Mondavio        | Sonia Sutera        | Paolo Foglino Marco Mondavio                 | Silene Zoia Sonia Sutera              | Biagio Mirrione Sonia Sutera          |
| 2003   | Thomas Unterberger    | Federica Panini     | Luigi Iacomino Rosario Maddaloni             | Federica Panini Silene Zoia           | Luigi Iacomino Federica Panini        |
| 2004   | Marzola Mirko         | Rita Scognamiglio   | Mirko Marzola Rosario Maddaloni              | Thaira Mengani Rita Scognamiglio      | Rosario Maddaloni Thaira Mengani      |
| 2005   | Giacomo Battaglino    | Ira Tomio           | Rosario Maddaloni Nicola Spagnuolo           | Thaira Mengani Erika Biagiotti        | Rosario Maddaloni Thaira Mengani      |
| 2006   | Giovanni Greco        | Stephanie Romen     | Giovanni Greco Pierluigi Musiari             | Stephanie Romen Lisa Pitscheider      | Rosario Maddaloni Alessandra Tiburzi  |
| 2007   | Giovanni Greco        | Ira Tomio           | Giovanni Greco Pierluigi Musiari             | Alessandra Tiburzi Ira Tomio          | Patrick Mattei Lisa Ortner            |
| 2008   | Patrick Mattei        | Anna von Hepperger  | Giovanni Greco Pierluigi Musiari             | Claudia Gruber Anna von Hepperger     | Daniel Scanferla Cindy Tesler         |
| 2009   | Giovanni Greco        | Ira Tomio           | Giovanni Greco Pierluigi Musiari             | Katrin Thanei Carmen Thanei           | Simon Oberprantacher Carmen Thanei    |
| 2010   | Simon Oberprantacher  | Katrin Thanei       | Alexander Kantioler Marcel Strobl            | Franziska Kofler Isabel Delueg        | Simon Oberprantacher Carmen Thanei    |
| 2011   | Daniel Messersi       | Franziska Kofler    | Alexander Kantioler Marcel Strobl            | Isabella Sgaravatti Silvia Corradi    | Manfred Spitaler Franziska Kofler     |
| 2012   | Thomas Mair           | Isabel Delueg       | Thomas Mair Pirmin Klotzner                  | Franziska Kofler Isabel Delueg        | Thomas Mair Isabel Delueg             |
| 2013   | Pirmin Klotzner       | Karin Maran         | Pirmin Klotzner Thomas Mair                  | Klaudia Grunfelder Marianna Viola     | Thomas Mair Marianna Viola            |
| 2014   | Pirmin Klotzner       | Karin Maran         | Julian Paulmichl Andreas Stocker             | Marah Punter Hannah Strobl            | Pirmin Klotzner Karin Maran           |
| 2015   | Lukas Osele           | Hannah Strobl       | Lukas Osele Kevin Strobl                     | Marah Punter Hannah Strobl            | Kevin Strobl Marah Punter             |
| 2016   | Lukas Osele           | Silvia Garino       | Lukas Osele Kevin Strobl                     | Jana Pazeller Marah Punter            | Kevin Strobl Marah Punter             |
| 2017   | Fabio Caponio         | Silvia Garino       | Fabio Caponio Tonni Zhou                     | Silvia Garino Camilla Taramelli       | David Salutt Hannah Mair              |
| 2018   | Giovanni Toti         | Katharina Fink      | Simon Koelleman Giovanni Toti                | Martina Corsini Chiara Passeri        | Giovanni Toti Martina Corsini         |
| 2019   | Enrico Baroni         | Judith Mair         | Marco Bailetti Enrico Baroni                 | Judith Mair Gianna Stiglich           | Enrico Baroni Chiara Passeri          |
| 2020   | nicht ausgetragen     | nicht ausgetragen   | nicht ausgetragen                            | nicht ausgetragen                     | nicht ausgetragen                     |
| 2021   | Alessandro Gozzini    | Yasmine Hamza       | Alessandro Gozzini Luca Zhou                 | Yasmine Hamza Gianna Stiglich         | Alessandro Gozzini Yasmine Hamza      |
| 2022   | Luca Zhou             | Gianna Stiglich     | Alessandro Gozzini Luca Zhou                 | Emma Piccinin Gianna Stiglich         | Alessandro Gozzini Gianna Stiglich    |
| 2023   | Simone Piccinin       | Gianna Stiglich     | Simone Piccinin Luca Tobias Bellazzi         | Margot Barbosa Gianna Stiglich        | Simone Piccinin Gianna Stiglich       |

## Titelträger U17
| Saison | Herreneinzel       | Dameneinzel        | Herrendoppel                       | Damendoppel                            | Mixed                               |
| ------ | ------------------ | ------------------ | ---------------------------------- | -------------------------------------- | ----------------------------------- |
| 2009   | Daniel Messersi    | Isabel Delueg      | Alexander Kantioler Marcel Strobl  | Isabel Delueg Franziska Kofler         | Alexander Kantioler Tanja Scanferla |
| 2010   | Filippo Speciale   | Tanja Scanferia    | Pirmin Klotzner Mair Thomas        | Anna Klofer Karin Maran                | Pirmin Klotzner Karin Maran         |
| 2011   | Pirmin Klotzner    | Judith Messner     | Martino Milani Cristian Vaninetti  | Klaudia Grunfelder Marianna Viola      | Martino Milani Daiana Bariani       |
| 2012   | Julian Paulmichl   | Klaudia Grunfelder | Julian Paulmichl Andreas Stocker   | Karin Maran Judith Messner             | Pirmin Klotzner Karin Maran         |
| 2013   | Julian Paulmichl   | Hannah Strobl      | Lukas Osele Kevin Strobl           | Marah Punter Hannah Strobl             | Julian Paulmichl Hannah Strobl      |
| 2014   | Kevin Strobl       | Marah Punter       | Lukas Osele Kevin Strobl           | Giulia Fiorito Camilla Negri           | Kevin Strobl Marah Punter           |
| 2015   | David Salutt       | Camilla Taramelli  | Jonas Gamper David Salutt          | Camilla Taramelli Claudia Vorhauser    | David Salutt Claudia Vorhauser      |
| 2016   | Fabio Caponio      | Lisa Sagmeister    | Stefano D'Elia Rudi Sagmeister     | Hanna Innerhofer Hannah Mair           | Fabio Caponio Sofia Giudici         |
| 2017   | Giovanni Toti      | Lisa Sagmeister    | Simon Koellemann Giovanni Toti     | Judith Mair Lisa Sagmeister            | Enrico Baroni Chiara Passeri        |
| 2018   | Matteo Massetti    | Judith Mair        | Matteo Massetti Alessandro Vertua  | Katharina Fink Yasmine Hamza           | Matteo Massetti Judith Mair         |
| 2019   | Luca Zhou          | Emma Piccinin      | Alessandro Gozzini Luca Zhou       | Anna Sofie De March Claudia Longhitano | Luca Zhou Anna Sofie De March       |
| 2020   | nicht ausgetragen  | nicht ausgetragen  | nicht ausgetragen                  | nicht ausgetragen                      | nicht ausgetragen                   |
| 2021   | Marco Danti        | Gianna Stiglich    | Marco Danti Simone Piccinin        | Anna Hohenegger Carolin Rauner         | Marco Danti Katherina Koessler      |
| 2022   | Marco Danti        | Carolin Rauner     | Zyver John de Leon Simone Piccinin | Sofia Galimberti Anna Hell             | Marco Danti Katherina Koessler      |
| 2023   | Zyver John de Leon | Sofia Galimberti   | Zyver John de Leon Davide Izzo     | Sofia Galimberti Anna Hell             | Zyver John de Leon Viola Torres     |

## Titelträger U15
| Saison | Herreneinzel       | Dameneinzel                     | Herrendoppel                       | Damendoppel                                  | Mixed                                       |
| ------ | ------------------ | ------------------------------- | ---------------------------------- | -------------------------------------------- | ------------------------------------------- |
| 2009   | Thomas Mair        | Marianna Viola                  | Pirmin Klotzner Thomas Mair        | Anna Kofler Karin Maran                      | Pirmin Klotzner Karin Maran                 |
| 2010   | Pirmin Klotzner    | Hannah Strobl                   | Michael Kantioler Julian Paulmichl | Judith Messner Hannah Strobl                 | Hannah Strobl Julian Paulmichl              |
| 2011   | Michele Milani     | Hannah Strobl                   | Lukas Osele Kevin Strobl           | Roswitha Fragner Unterpertinger Marah Punter | Lukas Osele Roswitha Fragner Unterpertinger |
| 2012   | Lukas Osele        | Roswitha Fragner Unterpertinger | Lukas Osele Kevin Strobl           | Roswitha Fragner Unterpertinger Marah Punter | Lukas Osele Roswitha Fragner Unterpertinger |
| 2013   | Fabio Caponio      | Silvia Garino                   | Jonas Gamper David Salutt          | Greta Cavone Camilla Tramelli                | Fabio Caponio Lucrezia Boccasile            |
| 2014   | Fabio Caponio      | Lucrezia Boccasile              | Simon Koelleman Giovanni Toti      | Lisa Sagmeister Magdalena Unterer            | Fabio Caponio Lucrezia Boccasile            |
| 2015   | Giovanni Toti      | Lisa Sagmeister                 | Simon Koelleman Giovanni Toti      | Hanna Innerhofer Hannah Mair                 | Enrico Baroni Chiara Passeri                |
| 2016   | Enrico Baroni      | Chiara Passeri                  | Enrico Baroni Marco Baroni         | Martina Corsini Chiara Passeri               | Enrico Baroni Chiara Passeri                |
| 2017   | Matteo Massetti    | Judith Mair                     | Matteo Massetti Alessandro Vertua  | Katharina Fink Yasmine Hamza                 | Matteo Massetti Judith Mair                 |
| 2018   | Luca Zhou          | Gianna Stiglich                 | Alessandro Gozzini Luca Zhou       | Linda Bernasconi Emma Piccinin               | Alessandro Gozzini Claudia Longhitano       |
| 2019   | Simone Piccinin    | Gianna Stiglich                 | Marco Danti Simone Piccinin        | Margot Barbosa Irene Guarneri                | Vincenzo Maria Calderaro Carolina Rauner    |
| 2020   | nicht ausgetragen  | nicht ausgetragen               | nicht ausgetragen                  | nicht ausgetragen                            | nicht ausgetragen                           |
| 2021   | Zyver John De Leon | Sofia Galimberti                | Zyver John De Leon Massimo Grotti  | Sofia Galimberti Anna Hell                   | Zyver John De Leon Viola Torres             |
| 2022   | Davide Izzo        | Anna Hell                       | Tobias Andergassen Davide Izzo     | Ilaria Fornaciari Alessia Pellitteri         | Tobias Andergassen Anna Hell                |
| 2023   | Alessio Catalfamo  | Margherita Tognetti             | Alessio Catalfamo Anton Gurschler  | Pia Kopania Margherita Tognetti              | Anton Gurschler Margherita Tognetti         |

## Titelträger U13
| Saison | Herreneinzel          | Dameneinzel                     | Herrendoppel                           | Damendoppel                                  | Mixed                                       |
| ------ | --------------------- | ------------------------------- | -------------------------------------- | -------------------------------------------- | ------------------------------------------- |
| 2009   | Julian Paulmichl      | Karin Maran                     | Julian Paulmichl Philip Pontiero       | nicht ausgetragen                            | Michele Milani Anna Kofler                  |
| 2010   | Philip Pontiero       | Roswitha Fragner Unterpertinger | Lukas Osele Kevin Strobl               | Roswitha Fragner Unterpertinger Marah Punter | Roswitha Fragner Unterpertinger Lukas Osele |
| 2011   | David Salutt          | Christine Peer                  | Fabio Caponio Tonny Zhou               | Jana Antholzer Martina Puff                  | Fabio Caponio Martina Tritto                |
| 2012   | Fabio Caponio         | Lucrezia Boccasile              | Fabio Caponio Tonny Zhou               | Maria Stecher Vera Stecher                   | Fabio Caponio Lucrezia Boccasile            |
| 2013   | Simon Koelleman       | Alessandra D'Alcamo             | Simon Koellemann Tobias Stampfer       | Hanna Innerhofer Hannah Mair                 | Simon Koellemann Lisa Sagmeister            |
| 2014   | Enrico Baroni         | Chiara Passeri                  | Enrico Baroni Marco Baroni             | Katharina Fink Chiara Passeri                | Enrico Baroni Chiara Passeri                |
| 2015   | Patrick Hilpold       | Martina Corsini                 | Matteo Massetti David Spornberger      | Francesca Festa Judith Mair                  | Matteo Massetti Judith Mair                 |
| 2016   | Luca Zhou             | Yasmine Hamza                   | Felix Buratti Lukas Pircher            | Linda Bernasconi Emma Piccinin               | Alessandro Gozzini Claudia Longhitano       |
| 2017   | Luca Zhou             | Emma Piccinin                   | Alessandro Gozzini Luca Zhou           | Linda Bernasconi Emma Piccinin               | Alessandro Gozzini Claudia Longhitano       |
| 2018   | Simone Piccinin       | Teresa Blaas                    | Zyver John De Leon Simone Piccinin     | Teresa Blaas Carolin Rauner                  | David Messner Teresa Blaas                  |
| 2019   | Zyver John De Leon    | Katharina Koessler              | Zyver John De Leon Giuseppe Monachella | Maria Lara De March Paola Massetti           | Zyver John De Leon Margherita Tognetti      |
| 2020   | nicht ausgetragen     | nicht ausgetragen               | nicht ausgetragen                      | nicht ausgetragen                            | nicht ausgetragen                           |
| 2021   | Alessio Catalfamo     | Margherita Tognetti             | Alessio Catalfamo Anton Gurschler      | Margherita Tognetti Pia Kopania              | Anton Gurschler Margherita Tognetti         |
| 2022   | Anton Gurschler       | Franzi Hellriegl                | Noah Thoeni Anton Gurschler            | Franzi Hellriegl Mara Stricker               | Anton Gurschler Franzi Hellriegl            |
| 2023   | Jan Dominique de Leon | Franzi Hellriegl                | Mattia Cattaneo Bohong Luca Li         | Franzi Hellriegl Mara Stricker               | Jan Dominique de Leon Franzi Hellriegl      |